# 地球温暖化のエネルギー供給面での緩和技術
地球温暖化への対策のうち、温暖化そのものを抑制する「緩和」(mitigation)技術の一環として、エネルギー供給での対策の必要性が指摘されている。この目的のため、2030年や2050年までにエネルギー由来の排出量を数割～半分以上減らす必要性が指摘されている。その一方で世界のエネルギー需要は増大が予測されており、排出量削減とエネルギー供給量の増大の2つの目的を同時に満たすために国際的かつ大規模な対策の必要性が指摘されている。国際エネルギー機関(IEA)は「我々の現在の方針は持続可能ではない」と指摘した上で、「直ちに政策的措置を講じると共に、前例のないスケールで技術の転換を進める必要」があると指摘している。
特に、大規模な排出源である発電・製鉄・運輸部門などでの削減努力は必須とされ、そのために再生可能エネルギー、原子力発電、二酸化炭素回収貯留、省エネルギーなど様々な技術を普及させる必要性が指摘されている。

## 排出状況

### 世界の状況
現在の世界の温暖化ガスの年間排出量は炭素換算で約72億トン（二酸化炭素換算で264億トン）で、自然が吸収できる量の2倍以上と見積もられている。このため温暖化ガスの安定化濃度をCO2換算で450ppmにするためには、2050年までにエネルギー由来の排出量を半減させる必要があるとされる（IPCC第4次評価報告書）。
2004年における部門別の直接排出量は、下記のように見積もられている。
- エネルギー供給：25.9%
- 運輸：13.1%
- 住居および商業建造物：7.9%
- 産業：19.4%
- 農業：13.5%
- 林業：17.4%
- 廃棄物および排水：2.8%

IEAは、大気中のCO2濃度を450ppmで安定化させるために、エネルギー関連の2050年までの排出削減量のうち、再生可能エネルギーで21%、二酸化炭素回収貯留(CCS)で19%、原子力発電で6%を削減し、残りの54%を省エネルギーや燃料の転換で削減するシナリオを示している。

### 日本における状況
日本においては温暖化ガスの排出量はCO2換算で約13億4000万トン(2006年度)であり、京都議定書で定められた基準の総排出量12億6100万トンを6.2%上回っている。その大部分は二酸化炭素で占められている。
2006年度における主な部門別の内訳、および1990年度に対する増減率は下記のようになっている。
直接排出量（電気・熱配分前）…発電所など、直接排出する側で集計した場合。
- エネルギー転換部門（発電など）：3.9億トン (+21.8%)
- 産業部門：3.9億トン (-0.4%)
- 運輸部門：2.5億トン (+16.9%)
- 業務その他：1.0億トン (+19.9%)

間接排出量（電気・熱配分後）…工場や家庭など、エネルギーを消費する側で集計した場合。
- 産業（工場など）：4.6億トン (-4.6%)

- うち鉄鋼：1.7億トン (-1.2%)

- 運輸（自動車・船舶など）：2.5億トン (+16.7%)
- 民生：3.9億トン (+35.4%)

- 業務その他（オフィスビルなど）：2.3億トン (+39.5%)
- 家庭：1.7億トン (+30.0%)

直接排出量では発電や運輸部門の排出量が大きく、間接排出量で見ると鉄鋼や民生部門での排出量が大きい。このため、これら部門での排出量削減努力が特に重要視されている。
日本は2050年までに排出量を60-80%削減する方針を打ち出しているが、2020～30年ごろまでの中期目標については具体的に決まっていない。詳しくは地球温暖化への対応の動き#日本国内の政策面での動きを参照されたい。

## 技術の概要

### 早期に普及が見込まれる技術

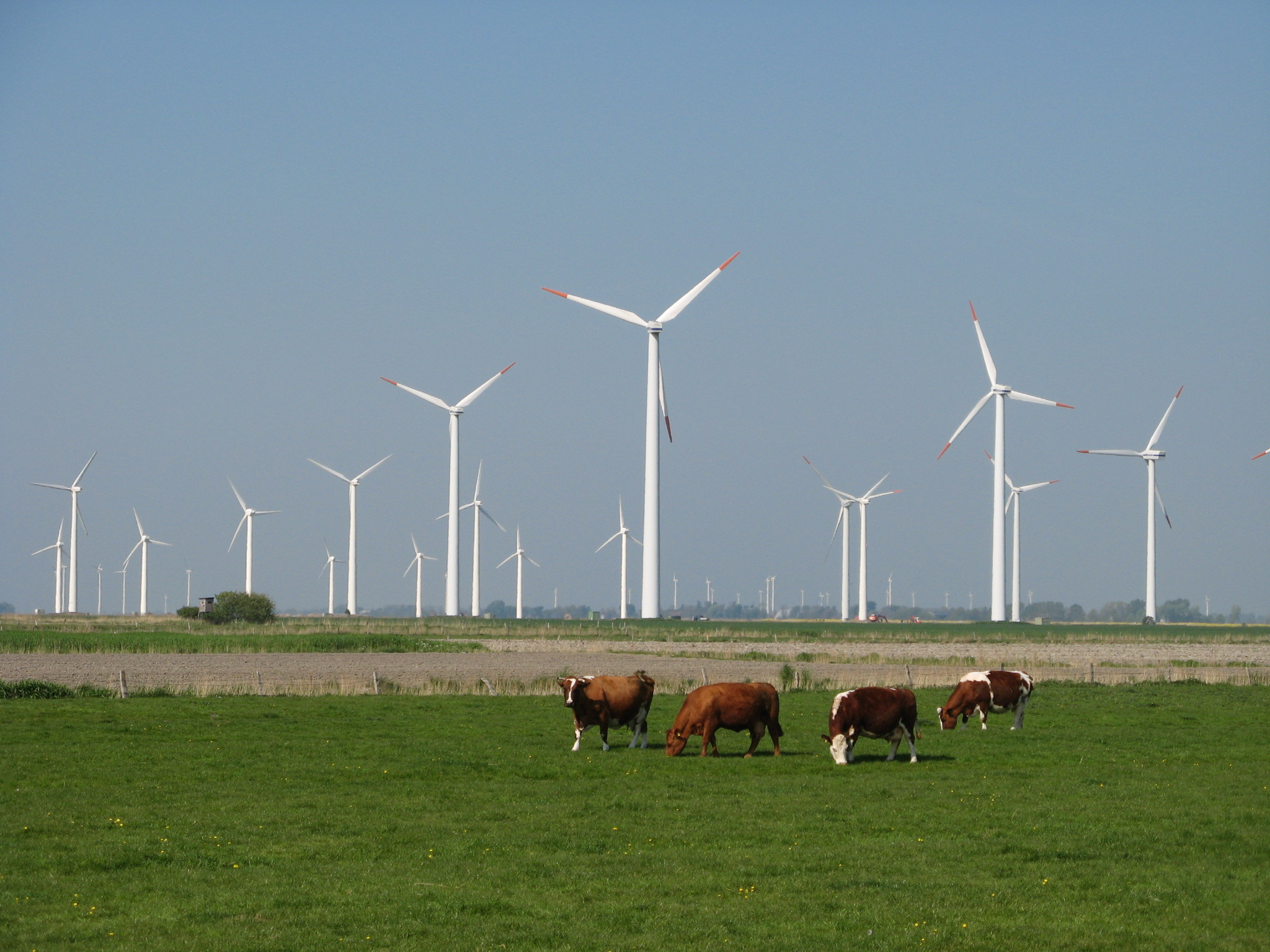
風力発電用の風車群

温暖化対策においては、特に今後10～30年ほどの緩和の努力が重要とされている。そのため今後10～30年ほどの間に普及が見込まれる緩和技術の重要性が指摘されている（AR4 WG III、スターン報告、）。これに該当するエネルギー供給に関連する緩和技術としては下記のようなものがある。
- 各種エネルギー源の効率改善…既存の火力発電所や各種動力源の熱効率改善など。
- 石炭や石油から、天然ガスなどの比較的温暖化ガスの排出量が少ない燃料への転換。
- 小規模分散型エネルギー源の導入…コージェネレーションや地域熱供給なども含む。
- 再生可能エネルギーの普及…特にバイオマスエネルギー、風力発電、太陽光発電・太陽熱発電・太陽熱利用、地熱発電・地熱などの普及可能性が指摘されている。それぞれ有効な分野は異なる。
- 原子力発電の活用…低コストで低炭素排出のベースロードとしての有効性が指摘されている。
- 電化の促進
- 製鉄部門における低排出化…効率の高い日本などでの製鉄技術の世界への普及、ITmk3などが検討されている。
- 廃棄物発電
- 運輸部門における電化や燃料転換、効率の向上…ハイブリッドカーや電気自動車、水素やバイオエタノールの利用など

個々の対策にはそれぞれ特有の限界もあり、特定の対策の割合だけが増大すると費用対効果が悪化するため、エネルギー供給システム全体で考えることが必要と指摘されている（スターン報告）。例えば、下記のような課題が指摘されている（スターン報告、）。
- 一部のバイオマス燃料における排出量削減効果の向上、食料との競合解消
- 太陽光発電におけるコスト低減の継続
- 風力発電における平滑化技術や洋上発電技術の開発促進
- 原子力における低需要時の余剰電力対策、放射性廃棄物の処理
- CCSのコストに釣り合う高い排出権価格

国際エネルギー機関による予測では、大気中のCO2濃度を450ppmで安定化させるため、2050年までの排出削減量のうち、再生可能エネルギーで21%、CCSで19%、原子力発電で6%を削減し、残りの54%を省エネルギーなどで削減するシナリオが示されている。
省エネルギー以外の技術では基本的に炭素プライシングが必要とされる。t-CO2あたりのおよその対策費用は発電部門では0～100米ドル、二酸化炭素回収貯留は50～300ドル、運輸部門は100～800ドル程度とされる。ただし温暖化問題とは独立に、石油資源の枯渇に伴う不足分を補うにはやはり大規模な投資が必要と指摘されている。

### 将来普及する可能性が考えられる技術
10年以内に実用化し普及する可能性のあるもの。
- 常温核融合

10～30年後までの普及は今のところ見込まれていないが、それ以降ならば普及する可能性があるものとしては、下記のようなものが挙げられる。ただしいずれも開発・研究段階のため実用化できる確証はなく、今後10～30年間に大量普及する見込みは現時点では無い。
- 核融合エネルギー
- 高速増殖炉
- 宇宙太陽光発電

## 発電部門の緩和技術
発電由来のCO2排出量の削減が求められる一方で、世界の電力需要量は今後も増え続ける見込みである。この2つの要求を同時に満たすため、再生可能エネルギー、原子力発電のほか、二酸化炭素回収貯留などの利用が必要とされている。

### 再生可能エネルギー
再生可能エネルギーは現在の世界のエネルギー供給においては枯渇性燃料よりも少ない量しか利用されていないが、その多くは発生エネルギー量あたりの温暖化ガスの排出量が低く、かつその資源量が膨大かつ無尽蔵であることから、大きな排出量削減ポテンシャルがあると見積もられている（、IPCC第4次評価報告書など）。2008年現在では風力発電や太陽光発電などが世界で急速に利用量を伸ばしている。

#### 風力発電
風によって発電する。世界の電力需要量の数倍に相当する電力を発電可能と見積もられており、設備の大型化によって採算性も比較的良くなったことから、近年急速にその普及量を伸ばしている。温暖化ガス濃度を450ppmで安定化させる場合、2010～2050年の風力発電の導入ペースは平均で年50GW以上に達すると予測されている。

#### 太陽光発電・太陽熱発電
太陽光や太陽熱によって発電し、膨大な資源量が利用可能である。昼間のピーク時に最も多くの電力を供給できるメリットがある。太陽熱発電は蓄熱によって日没後も発電可能であり、直射日光の多い地域での普及が期待されている。太陽光発電は建造物・砂漠など様々な場所に設置できる特徴があり、途上国などでの独立蓄電型システムの普及も期待されている。
いずれも現時点ではコストが比較的高いものの、生産量が増えるに従って値下がりするため、今後の普及を見込んで生産量が急拡大している。普及ペースは風力発電よりは遅いが、2050年までには世界の電力市場の一角を占めると予測されている。また他の発電方式の供給量の限界から、2100年には世界の電力市場の半分以上が太陽光発電や太陽熱発電で供給されるとも予測される。
日本では2008年、福田ビジョンにより、2030年までに太陽光発電の普及量を現在の40倍に引き上げることが発表されている。

#### バイオマス
エネルギー源としてのバイオマスは多岐にわたる。特にガスや液体、ペレットなど可搬性に富む形態の燃料としての利用が期待されている。運輸部門における化石燃料の代替として、バイオエタノールなどの開発が盛んである。ただし技術や生産条件によっては食料生産と競合したり排出量削減効果が少なかったりする問題も発生しており、質の管理の必要性が指摘されている。

#### 水力発電
貯水式の水力発電は出力調整がしやすい特徴を持つため、揚水発電などを含めて発電量の調節に用いられてきた。ただしダム建設などに伴う環境破壊が懸念されるため、近年はダムを必要とせず途上国などでも導入が比較的容易であるマイクロ水力発電が注目されている。

#### 地熱発電
膨大な資源量を持ち、ベースロード電源としての利用ができる。世界全体での供給割合は少ないが、国によってはエネルギー消費量の数割を供給する場合もある。
火山国である日本は潜在的資源量が多く、高温岩帯発電などの技術を用いれば少なくとも38GWの発電が可能と見積もられている。

#### その他の再生可能エネルギー
その他にもヒートポンプ（大気熱）、海洋エネルギーなどがある。詳しくは再生可能エネルギーを参照されたい。

### 原子力発電
- 原子力発電は多くのケースにおいて石炭や天然ガスを用いた火力発電よりもコストが安くなると考えられており、排出量削減やエネルギー安全保障の手段として見直す動きが見られ、2050年までの排出量削減のうち約6%を担うと予測されている[1]。その一方、供給量の不足や高レベル放射性廃棄物の処分などの課題が指摘されている（スターン報告、[1]）。

- 高速増殖炉、核融合炉は開発・研究段階のため実用化できる確証はなく、今後10～30年間に大量普及する見込みは現時点では無い。

### コジェネレーション
バイオディーゼル燃料または都市ガス（天然ガス）を燃料として、ディーゼルエンジンないしガスエンジンで発電し、同時にエンジンの排熱で給湯を行う方式。総合熱効率で70-75%と高く、比較的高価な燃料を使用しても採算が取りやすい。バイオディーゼルないし植物系アルコール燃料を使用すればカーボンニュートラルになる。家庭用・業務用電源として、夏季昼間電力のピークカット電源として期待されている。

### 燃料の転換
火力発電所において、石炭や重油から、天然ガスなどのより炭素含有割合の少ない燃料に転換することで、発電量あたりの排出量の削減が図れる。

### コンバインドサイクル発電
天然ガス等を燃料とし、ガスタービンで発電したあとの排気廃熱で蒸気を発生させ蒸気タービン発電を行う。プラントの規模にもよるが、熱効率を在来の蒸気タービン火力発電所（30-43%）よりも高く（50%前後）できる。このため燃料消費が少なく、CO2排出が在来型の60-86%ですむ。

### 廃棄物発電
廃棄物を燃料として利用することで、排出量削減を図ることができる。

## 製鉄部門の緩和技術

### 効率の向上
先進国、特に日本などにおける製鉄業のエネルギー効率は世界的に見て比較的高い。このような国で用いられている技術を途上国などの比較的低効率な製鉄所に適用することによって、大幅な排出量削減が見込まれている。

### 鉄・ガス併産
現在の大都市にある製鉄所でも実施可能なのは鉄・ガス併産である。具体的には鉄鉱石の還元に使用された後のCOガスを製鉄所所内発電に使わずC1化学の原料につかいフィッシャー・トロプシュ法などによって自動車燃料を合成し、不足する製鉄所内電力は原子力発電電力を買電するというもの。日本を例にとれば鉄鋼業界は年間1億tの石炭をガスにしており、それを原料に数千万tの自動車燃料を合成すれば、日本全体の石油消費とCO2排出は数千万t節約される。ただし、現在の空気吹き製鉄法では排出ガスに窒素が大量に混入するためにC1化学原料に使えないので、LNG冷熱利用空気分留/水の原子力熱化学分解などで安価な酸素が大量供給され、溶融還元法等（DIOS等）酸素製鉄法に設備更新することが必要である。LNG発電所が冷熱を利用して酸素を生産して製鉄所に送り、製鉄所が合成ガスを燃料合成工場に送るなどコンビナート構成が必要とされる。

### ITmk3
従来製鉄法よりCO2を20%削減でき、価格の安い非粘結炭や粉鉱石でも使用できる方法としてITmk3がある。具体的には粉鉄鉱石と粉石炭を混合した塊をドーナツ型の炉で1350度に加熱して急速に還元し、塊状の鉄（ナゲット鉄）を得る。それを電炉で融解して鋼を得る。
設備が極めて小規模にでき、巨大投資が必要ないのが最大の特徴。山元にも設置可能で、米国メサビ鉄山の鉄を太平洋岸に送る場合のように、貧鉱で鉄道輸送距離が長い場合は、山元でナゲット鉄にして酸素や脈石をのぞいてから鉄道輸送することで輸送コストを節約できる利点がある。また石炭がCO2まで燃焼しきることで少量の石炭で大きな発熱量が得られるのでCO2発生量が少ない。山元製鉄は鉄鉱石生産国は付加価値向上、消費国はCO2発生の転嫁の効果もある。

## 運輸部門の緩和技術

### 排出状況
世界の運輸部門における排出量はほぼそのエネルギー使用量に比例するとされる。エネルギー使用量の構成は下記のようになっている：
- 軽業務車両 44.5%
- 二輪車 1.6%
- 大型トラック 16.2%
- 中型トラック 8.8%
- バス 6.2%
- 鉄道 1.5%
- 航空 11.6%
- 船舶 9.5%

対策が無ければ、2050年には2000年の水準の倍以上の排出量になると見積もられている。
日本の運輸部門におけるCO2排出量は、自家用乗用車が約半分(48.2%)を占め、次いで自家用貨物車(17.8%)、営業用貨物車(17.9%)などとなっており、自動車が約９割を占める。残りは自動車船舶(5.2%)、航空(4.4%)、鉄道(3.0%)などとなっている。

### 対策概要
運輸部門における緩和技術は、主に下記のような手段に分類できる：
道路輸送
- 輸送重量の削減、軽量化
- 燃料の利用効率を上げる
- 燃料の転換
- CO2以外の温暖化ガスの排出量の抑制

### 自動車

#### ハイブリッド自動車
内燃機関と電動機を組み合わせるなどの機構を備えた自動車で、ブレーキ作動時に運動エネルギーを蓄え、加速時に使用するものである。加減速に伴う燃料使用を節減できる。通常のガソリン車に比べ、CO2排出量を5～8割に減らせるとされる。

#### 水素自動車
燃料電池と電動機、または内燃機関を介して水素で駆動される自動車。水素の製造方法によっては化石燃料よりも排出量を大幅に削減できる。

#### バイオ燃料車
- エタノールはセルロースからの低コスト製造に目処がつきつつあるといわれる（詳細：アルコール燃料）。
- バイオディーゼル原料としては世界的には広大な砂漠が未耕作なのでCAM型光合成植物で少量の水で生育しha当り2-3tの油が取れるトウダイグサ科のナンヨウアブラギリが注目されているほか、ボトリオコッカスなど油蓄積藻類が有望視されている。
- バイオ燃料による温暖化ガス削減量は燃料の種類などによって大きく異なる。穀物から製造されたものの効果は比較的小さく、むしろ増加になると見積もられる場合もある。最も効果があるとされるのはサトウキビやセルロースから製造するもので、理想的条件下では排出量を7～8割削減できると見積もられている[18]。
- ブラジルなどを中心にバイオエタノールなど複数の燃料を使えるフレックスフューエルビークル(FFV)が普及している[18]。

#### 燃料転換
- 燃料をガソリンから液化天然ガス(CNG)に転換することで、排出量を6～7割に削減できるとされる[18]。
- またディーゼル車に転換することで、排出量を約8割に削減できるとされる[18]。

### 航空燃料
航空部門における緩和技術としては、下記のようなものが挙げられている：
- エンジンの効率向上
- 機体の改良（軽量化など）
- 燃料の転換…たとえばバイオディーゼル、フィッシャー・トロプシュ(FT)法で合成したケロシン、水素燃料が候補に挙げられている([18]、Box5.4)。
- 飛行速度の抑制

### 船舶燃料
船舶における緩和技術としては、下記のようなものが挙げられている：
- 速度の抑制
- 積載量の最適化
- 天然ガス、バイオ燃料、水素燃料などへの転換
- 太陽光発電、帆の利用

## 参照資料
1. 1 2 3 4 5 6 7 8 9 10  IEA, Energy Technology Perspectives 2008
2. ↑  環境省地球環境局、「STOP THE 温暖化 2008」、安定化濃度と気温上昇(P.18)
3. ↑  IPCC AR4 WG3 TS Figure TS.2b
4. 1 2 3  Now or Never - IEA Energy Technology Perspectives 2008 shows pathways to sustained economic growth based on clean and affordable energy technology, IEA, 2008年6月
5. 1 2 3  パンフレット「STOP THE 温暖化 2008」、環境省、世界と日本の排出量の推移(P.16)
6. ↑  国立環境研究所　ガスインベントリオフィス、日本の温室効果ガス排出量データ（1990～2006年度）、2008.5.16
7. ↑  Nikkei Net、2008年5月11日 7時2分の記事
8. ↑  世界における風力発電システムの導入状況(NEDO)
9. 1 2 3  W.Hoffmann, R.Kubis, The role of Energy Storage in the future development of photovoltaic power, EPIA, 2008
10. ↑  福田内閣総理大臣スピーチ「低炭素社会・日本」をめざして、参考資料
11. ↑  欧米における地熱発電の導入状況(NEDO海外レポートNo.977,2006.4.26)
12. ↑  未利用地熱資源の開発に向けて、電中研レビュー、第49号、2003年
13. ↑  燃料転換(EICネット)
14. ↑  日本鉄鋼業の地球温暖化対策への取組み、2008年3月
15. ↑  2007年省エネルギー技術戦略9P参照
16. ↑  DIOSの概要
17. ↑  ITmk3の概要
18. 1 2 3 4 5 6 7 8 9 10 11  IPCC AR4 WG3 Chapter5: Transport and its infrastructure
19. ↑  運輸部門の地球温暖化対策について（国土交通省）